# Mesa de Enlace Agropecuaria
La Mesa de Enlace Agropecuaria es un organismo de coordinación entre las principales entidades representativas del sector agropecuario en Argentina. Se conformó en 2008 en el contexto de la Resolución 125, que establecía un sistema de retenciones móviles a las exportaciones de granos y oleaginosas.

## Historia y origen
La Mesa de Enlace surgió en marzo de 2008 integrada por:
- Sociedad Rural Argentina (SRA): Representa históricamente a los grandes productores y propietarios rurales.
- Confederaciones Rurales Argentinas (CRA): Agrupa a productores agropecuarios.
- 'Federación Agraria Argentina (FAA)
- Confederación Intercooperativa Agropecuaria Cooperativa Limitada (CONINAGRO): Conjunto de cooperativas agropecuarias.

El detonante de su creación fue la publicación de la Resolución 125, que establecía un esquema de retenciones móviles a las exportaciones agropecuarias, en respuesta encabezaron un Paro agropecuario patronal en Argentina de 2008. 

El conflicto alcanzó su punto máximo en julio de 2008 cuando el Senado de la Nación Argentina rechazó la Resolución 125, con el voto decisivo del entonces vicepresidente Julio Cobos. A partir de ese momento, la Mesa de Enlace continuó funcionando como un actor político.

## Evolución y rol actual
Desde su creación, la Mesa de Enlace ha intervenido en política. En distintos momentos, la unidad de la Mesa de Enlace se ha visto afectada por diferencias internas entre sus entidades miembros, debido a sus distintas bases de representación y objetivos.
La mesa de enlace respaldo y apoyo la suba de retenciones en septiembre de 2018, cuando el gobierno impulso un aumento de las retenciones para el trigo, maíz y girasol pasaron del 5 a ser del 12%, para la soja pasó a ser del 18% al 30 por ciento, la medida sería aplaudida y respaldada por la llamada Mesa de Enlace (Sociedad Rural, CRA y Coninagro) quienes respaldaron a Mauricio Macri tras la resolución que implicó una retención extra de casi 11 puntos porcentuales, que llevó la alícuota del 18% al 29 por ciento.
En años recientes, la Mesa de Enlace ha sostenido reuniones con distintos gobiernos: su agenda incluyen la eliminación de impuestos al comercio agropecuario, políticas de incentivo a la producción y regulaciones sobre exportaciones.

## Integración actual
A febrero de 2025, la Mesa de Enlace está conformada por los siguientes representantes de cada entidad miembro:
- Federación Agraria Argentina (FAA): Andrea Sarnari.
- Confederación Intercooperativa Agropecuaria (Coninagro): Lucas Magnano.
- Confederaciones Rurales Argentinas (CRA): Carlos Castagnani.
- Sociedad Rural Argentina (SRA): Nicolás Pino.

## Críticas y debates
El rol de la Mesa de Enlace ha generado diversas opiniones dentro y fuera del sector agropecuario. Sus defensores la consideran una herramienta clave para la representación del campo ante el Estado, mientras que algunos sectores políticos y académicos han señalado que su accionar tiende a representar principalmente a los productores más grandes y concentrados en detrimento de los pequeños productores.
Además, ha habido debates sobre su institucionalización. A pesar de su continuidad a lo largo de los años, la Mesa de Enlace no tiene una estructura formal con personería jurídica, lo que ha llevado a cuestionamientos sobre su funcionamiento interno y financiamiento.